# LaMB (film)
LaMB – japońsko-singapurski film anime z elementami filmu science-fiction  z 2009 roku w reżyserii Ryosuke Tei (angielska wersja – Thomas Chou), którego premiera światowa odbyła się 24 marca 2009 roku, zaś polska – 6 kwietnia 2013 roku na kanale AXN Sci-Fi. Film wyprodukowany przez Animax.

## Fabuła
Na planecie Cerra przestępcy nie są karani więzieniem. Dzięki systemowi nazywanemu „Laminacją” noszą specjalne kombinezony. Pozwalają im one pracować, ale czynią również niewolnikami. Stąd liczne debaty nad etyką takiego postępowania. Jedną z „zalaminowanych” jest Eve, zajmująca się uzbrojeniem, a skazana za nieumyślne spowodowanie śmierci. Tymczasem na Cerrę przybywa Jack, który podejmuje pracę naukową, by zapomnieć o śmierci żony. Zostaje jednak wciągnięty w rozgrywki polityczne wbrew swojej woli. Do tego nawiązuje romans z Eve.

## Obsada
- Vanness Wu – Jack
- Josie Ho – Keiko